# Anatole Albert Nebout
Pour les articles homonymes, voir Nebout.
Anatole Albert Nebout, dit Albert Nebout, est un administrateur colonial et explorateur français, né le 28 septembre 1862 à Auffay (Seine-Maritime) et mort le 23 septembre 1939 à Eaubonne (Val-d'Oise).  
Il s'illustre notamment dans les colonies françaises d'Afrique, en premier lieu en Afrique-Occidentale française. En 1913, il se marie avec Ago Koroko, jeune femme baoulée, avec laquelle il donne naissance à six enfants, avant la mort de celle-ci en 1921. 

## Biographie
Il effectue ses études secondaires au lycée Corneille de Rouen. Plus tard son frère aîné Pierre, agrégé de l’université, devient docteur ès lettres et professeur de rhétorique, de latin et de français dans ce même lycée.

### Débuts au Sénégal 1882-1890
D’abord sous l’uniforme de l’Infanterie coloniale, Albert Nebout participe aux expéditions militaires dans le Fouta, puis, démobilisé, il devient chef de gare de Louga, puis de Rufisque, à la Compagnie de Chemins de Fer Dakar – Saint-Louis.
Missions Crampel et Dybowski 1890-1892
Seul survivant de la mission Crampel dans le Haut Oubangui (actuelle République centrafricaine), Albert Nebout rencontre Jean Dybowski qui lui offre une place dans sa mission scientifique.
Il donne une conférence à la Société normande de géographie à Rouen le 29 juin 1892.

### Mission Mizon 1893
Menée dans l’actuel Nigéria, cette mission est destinée à obtenir le protectorat de l’Amadoua et ainsi contrecarrer les intérêts britanniques dans cette région. Elle suscite une vive polémique relatée dans la presse mettant en cause la personnalité de Mizon (un duel au pistolet a lieu  le 10 mai 1893 entre le directeur du journal La Libre Parole, Gaston Méry, et un membre de la mission du Docteur Ward).
Après de nombreux conflits, le commandement est confié à Albert Nebout.

### Côte d’Ivoire 1893-1911
Promu administrateur dans ce pays, Albert Nebout rencontre une jeune Baoulé, Ago Koroko (1880 – 12 juin 1921) cousine d’Houphouët-Boigny, dont il tombe amoureux. Ils auront ensemble six enfants qu’il reconnaîtra ; il l’épousera en 1913. Cela brisera sa carrière. 
En 1897, il est l’acteur principal de l’ultime mission négociée avec Samory Touré. Deux fois secrétaire général par intérim, il représente la Côte d’Ivoire au premier Conseil de l’Afrique-Occidentale française de 1902 à Saint-Louis.
Dans cette colonie, il côtoie Binger, Maurice Delafosse, Pobeguin, Thomann, Clozel, Angoulvent, le capitaine Marchand. En opposition aux méthodes brutales de ce dernier, il est contraint de mettre fin à sa carrière d’administrateur.
Il termine sa carrière comme consultant pour des missions commerciales en Afrique. 

## Écrits (sélection)
- Passions africaines. Albert Nebout, présentation par François Boirard et Claudine Dauba, Editions Eboris, 1995.
- Albert NEBOUT, La mission Crampel, « Le Tour du monde », 1892. Avec photos.
- Albert NEBOUT, Note sur le Baoulé, « Autour du monde », 1892. Avec photos.
- Albert NEBOUT, La journée d’une jeune femme Baoulé en 1890 (conservé à la Médiathèque de Saint-Maur-des-Fossés)

## Distinctions
- Légion d’honneur 
  -  Chevalier de la Légion d'honneur (3 août 1894)
  -  Officier de la Légion d'honneur (5 août 1913)
  -  Commandeur de la Légion d'honneur (21 octobre 1932)
- Médaille coloniale avec agrafe Centre africain
- Commandeur de l'Étoile noire (1905)